# Последният магнат
„Последният магнат“ (на английски: The Last Tycoon) е америкиански филм от 1976 година, драма на режисьора Елия Казан.

## Сюжет
Шефът на филмово студио е „златното момче“ на Холивуд. Той прави филм. Дори когато Великата депресия залива Америка, той продължава да прави добри филми. Съпругата му умира. Контролира производството на няколко филма едновременно, той трябва да се справи с преувеличените изисквания на застаряваща филмова звезда и с тежките условия на синдикатите. Монро е обсебен от работата, но изведнъж има нещо, което може да го отвлече от болезнената му привързаност към бизнеса му - любов. Тя се появява като Катлийн, тайнствена жена, от която не може да отклони поглед. Катлийн напомня на Монро за жена му. Вече той постоянно е под влиянието на нейните чар, но тя не се интересува от него. Издържайки на атаките на целия кинематографичен свят, той е победен от една жена...

## В ролите
| Изпълнител      | Роля           |
| --------------- | -------------- |
| Робърт Де Ниро  | Монро Стар     |
| Жана Моро       | Диди           |
| Тони Къртис     | Родригес       |
| Робърт Мичъм    | Пат Брейди     |
| Джак Никълсън   | Бримър         |
| Доналд Плезънс  | Боксли         |
| Рей Миланд      | Флайшекър      |
| Дана Ендрюс     | Ред Райдингууд |
| Ингрид Боултинг | Катлин Мур     |
| Питър Щраус     | Уайли          |